# تشویش (فیلم)
تشویش (نروژی: Uro) یک فیلم جنایی نروژی به کارگردانی استفان فالباکن است که در سال ۲۰۰۶ منتشر شد. این فیلم در بخش نوعی نگاه در جشنواره فیلم کن ۲۰۰۶ نمایش داده شد. از بازیگران آن می‌توان به آنه دال تورپ، نیکلای کِـلِـوْ بروک، بیورن فلوبرگ و آنه کریگسوول اشاره کرد.